# Wasting Light
«Wasting Light» — сьомий студійний альбом американського рок-гурту Foo Fighters, випущений 12 квітня 2011 року на Roswell і RCA Records. Бажаючи відобразити суть своєї попередньої роботи та уникнути штучності цифрового звукозапису, Foo Fighters записали альбом у гаражі фронтмена Дейва Ґрола в Енсіно, Каліфорнія, використовуючи лише аналогове обладнання. Сесії були продюсовані групою разом з Бутчем Віґом, з яким Ґрол працював над Nevermind гурту Nirvana. Оскільки старе обладнання не дозволяло виправити багато помилок у постпродакшн, гурт витратив три тижні на репетиції пісень, а Вігу довелося заново вивчати застарілу техніку монтажу. Гурт шукав більш важкий і сирий звук на відміну від експериментів своїх попередніх альбомів. Більшість текстів були написані, коли Ґрол розмірковував про своє життя та можливе майбутнє. Серед запрошених музикантів — Боб Моулд, Кріст Новоселич, Джессі Ґрін, Рамі Джаффі та Фі Вейбілл. Пет Смір грав як офіційний учасник гурту вперше після The Colour and the Shape (1997); він грав на одному треку з їхнього попереднього альбому Echoes, Silence, Patience & Grace (2007).
Сесії запису були задокументовані на веб-сайті гурту та в Twitter. Промоція включала документальний фільм Back and Forth і всесвітній концертний тур, який включав виступи в гаражах шанувальників. Wasting Light передував успішний сингл «Rope», який став лише другою піснею, яка коли-небудь дебютувала під номером один у чарті Rock Songs Billboard. Наступний сингл «Walk» також отримав високі рейтинги. Wasting Light дебютував під номером один в одинадцяти країнах, включаючи Сполучені Штати, і отримав позитивні відгуки від більшості музичних критиків, які високо оцінили продюсування та написання пісень. У 2012 році Wasting Light отримав чотири нагороди «Греммі», включно з найкращим рок-альбомом.

## Список пісень
Автор музики і слів Дейв Ґрол, Тейлор Гокінс, Нейт Мендел, Кріс Шифлетт, Пет Смір. 
| #     | Назва                 | Тривалість |
| ----- | --------------------- | ---------- |
| 1.    | «Bridge Burning»      | 4:47       |
| 2.    | «Rope»                | 4:19       |
| 3.    | «Dear Rosemary»       | 4:26       |
| 4.    | «White Limo»          | 3:22       |
| 5.    | «Arlandria»           | 4:28       |
| 6.    | «These Days»          | 4:58       |
| 7.    | «Back & Forth»        | 3:52       |
| 8.    | «A Matter of Time»    | 4:36       |
| 9.    | «Miss the Misery»     | 4:33       |
| 10.   | «I Should Have Known» | 4:16       |
| 11.   | «Walk»                | 4:16       |
| 47:53 |                       |            |

| Deluxe edition | Deluxe edition                    | Deluxe edition |
| #              | Назва                             | Тривалість     |
| -------------- | --------------------------------- | -------------- |
| 12.            | «Rope» (Deadmau5 Remix)           | 5:52           |
| 13.            | «Better Off»                      | 4:12           |
| 14.            | «White Limo» (Music video)        | 3:34           |
| 15.            | «Walk (Live at the Roxy)» (Video) | 4:23           |

## Чарти
| Чарт (2011)                                          | Найвища позиція |
| ---------------------------------------------------- | --------------- |
| Австралія Australian Albums (ARIA)                   | 1               |
| Австрія Austrian Albums (Ö3 Austria)                 | 1               |
| Бельгія Belgian Albums (Ultratop Flanders)           | 1               |
| Бельгія Belgian Albums (Ultratop Wallonia)           | 4               |
| Канада Canadian Albums (Billboard)                   | 1               |
| Croatian International Albums (HDU)                  | 1               |
| Czech Albums (IFPI)                                  | 4               |
| Данія Danish Albums (Hitlisten)                      | 3               |
| Нідерланди Dutch Albums (MegaCharts)                 | 2               |
| Фінляндія Finnish Albums (Suomen virallinen lista)   | 1               |
| Франція French Albums (SNEP)                         | 18              |
| Німеччина German Albums (Offizielle Top 100)         | 1               |
| Греція Greek Albums (IFPI)                           | 6               |
| Ірландія Irish Albums (IRMA)                         | 3               |
| Італія Italian Albums (FIMI)                         | 4               |
| Japanese Albums (Oricon)                             | 9               |
| Мексика Mexican Albums (Top 100 Mexico)              | 52              |
| Нова Зеландія New Zealand Albums (Recorded Music NZ) | 1               |
| Норвегія Norwegian Albums (VG-lista)                 | 1               |
| Польща Polish Albums (ZPAV)                          | 12              |
| Португалія Portuguese Albums (AFP)                   | 3               |
| Шотландія Scottish Albums (OCC)                      | 1               |
| Південна Корея Korean Albums (GAON)                  | 88              |
| Південна Корея Korean International Albums (GAON)    | 34              |
| Іспанія Spanish Albums (PROMUSICAE)                  | 7               |
| Швеція Swedish Albums (Sverigetopplistan)            | 1               |
| Swiss Albums (Romandie)                              | 2               |
| Швейцарія Swiss Albums (Schweizer Hitparade)         | 1               |
| Велика Британія UK Albums (OCC)                      | 1               |
| Велика Британія UK Rock & Metal Albums (OCC)         | 1               |
| США Billboard 200                                    | 1               |
| США Top Alternative Albums (Billboard)               | 1               |
| США Top Hard Rock Albums (Billboard)                 | 1               |
| США Top Rock Albums (Billboard)                      | 1               |
| США Top Tastemaker Albums (Billboard)                | 1               |

| Чарт (2011)                                       | Позиція |
| ------------------------------------------------- | ------- |
| Australian Albums (ARIA)                          | 8       |
| Austrian Albums (Ö3 Austria)                      | 26      |
| Belgian Albums (Ultratop Flanders)                | 9       |
| Belgian Alternative Albums (Ultratop Flanders)    | 6       |
| Belgian Albums (Ultratop Wallonia)                | 68      |
| Canadian Albums (Billboard)                       | 35      |
| Danish Albums (Hitlisten)                         | 41      |
| Dutch Albums (MegaCharts)                         | 28      |
| Finnish Albums (Suomen viralinen lista)           | 4       |
| German Albums (Offizielle Top 100)                | 30      |
| Italian Albums (FIMI)                             | 86      |
| New Zealand Albums (RMNZ)                         | 6       |
| Swedish Albums (Sverigetopplistan)                | 20      |
| Swedish Albums & Compilations (Sverigetopplistan) | 35      |
| Swiss Albums (Schweizer Hitparade)                | 26      |
| UK Albums (OCC)                                   | 24      |
| US Billboard 200                                  | 39      |
| US Alternative Albums (Billboard)                 | 3       |
| US Hard Rock Albums (Billboard)                   | 1       |
| US Top Rock Albums (Billboard)                    | 4       |
| Worldwide Albums (IFPI)                           | 17      |

| Чарт (2012)                       | Позиція |
| --------------------------------- | ------- |
| Australian Albums (ARIA)          | 95      |
| New Zealand Albums (RMNZ)         | 50      |
| UK Albums (OCC)                   | 182     |
| US Alternative Albums (Billboard) | 27      |
| US Hard Rock Albums (Billboard)   | 10      |
| US Top Rock Albums (Billboard)    | 49      |

| Чарт (2010—2019)               | Позиція |
| ------------------------------ | ------- |
| Australian Albums (ARIA)       | 74      |
| US Top Rock Albums (Billboard) | 50      |

## Сертифікації
| Регіон | Сертифікація  | Продажі   |
| --- | ------------- | --------- |
| Австралія (ARIA) | 2× Платиновий | 140 000^  |
| Австрія (IFPI Austria) | Золотий       | 10 000*   |
| Бельгія (BEA) | Золотий       | 15 000*   |
| Бразилія (ABPD) | Золотий       | 20 000*   |
| Канада (Music Canada) | Платиновий    | 80 000^   |
| Фінляндія (IFPI Finland) | Золотий       | 19,397    |
| Німеччина (BVMI) | Платиновий    | 200 000   |
| Ірландія (IRMA) | Золотий       | 7500^     |
| Італія (FIMI) | Золотий       | 30 000*   |
| Нідерланди (NVPI) | Золотий       | 25 000^   |
| Нова Зеландія (RIANZ) | Платиновий    | 15 000^   |
| Польща (ZPAV) | Золотий       | 10 000*   |
| Швеція (IFPI Sweden) | Золотий       | 20 000    |
| Швейцарія (IFPI Switzerland) | Золотий       | 15 000^   |
| Велика Британія (BPI) | Платиновий    | 520,000   |
| США (RIAA) | Платиновий    | 1 000 000 |
| *продажі, що базуються лише на сертифікаціях · ^відвантаження, що базуються лише на сертифікаціях · продажі+прослуховування, що базуються лише на сертифікаціях |               |           |